# 川のぬし釣り4
『川のぬし釣り4』（かわのぬしつりフォー）は、1999年7月16日に日本のパック・イン・ソフトから発売されたゲームボーイカラー用ロールプレイングゲーム。ゲームボーイにも対応しており両対応ソフトとなっている。日本国外では『Legend of the River King 2』のタイトルで発売された。
同社による『ぬし釣りシリーズ』の第4作目。主人公の「たろう」および「じろう」を操作し、山の神と海の神に奪われた「天の神の宝玉」を取り戻す事を目的としている。ゲームシステムは前作と同様だが、本作ではロムカセットに振動機能が搭載され、魚の釣り上げ時に作動する仕様となっている。
開発はトーセおよびトゥーキャンが行い、プロデューサーは前作に引き続き石川真理子が担当している。後にリメイク版として前作『川のぬし釣り3』（1997年）と同時収録されたゲームボーイアドバンス用ソフト『川のぬし釣り3&4』（2006年）が発売された他、オリジナル版は欧米でのみニンテンドー3DSのバーチャルコンソール対応ソフトとして配信された。

## ゲーム内容
前作『川のぬし釣り3』と比較して以下の点が変更された。
- 振動機能に対応。
- 前作より大幅に魚の種類が増えた。
- 虫捕りも今作より可能となった。

## ストーリー
山の神と言われている「川のぬし」と海の神と言われている「海のぬし」。だが、ある日その二つのぬしが暴れ回り、天の神の宝玉と言われる2つの玉をそれぞれが持っていってしまった・・・。

## 他機種版
| No. | タイトル                   | 発売日                       | 対応機種               | 開発元                               | 発売元                     | メディア                              | 型式         | 備考                         | 出典  |
| --- | -------------------------- | ---------------------------- | ---------------------- | ------------------------------------ | -------------------------- | ------------------------------------- | ------------ | ---------------------------- | ----- |
| 1   | 川のぬし釣り3&4            | 2006年2月9日                 | ゲームボーイアドバンス | ビクターインタラクティブソフトウェア | マーベラスインタラクティブ | ロムカセット                          | AGB-BN4J-JPN |                              |       |
| 2   | Legend of the River King 2 | 2014年9月18日 2014年10月23日 | ニンテンドー3DS        | トーセ トゥーキャン                  | ナツメ                     | ダウンロード （バーチャルコンソール） | -            | ゲームボーイカラー版の移植   |       |
| 3   | 川のぬし釣り3&4            | 2016年5月11日                | Wii U                  | ビクターインタラクティブソフトウェア | マーベラス                 | ダウンロード （バーチャルコンソール） |              | ゲームボーアドバンス版の移植 | [ 2 ] |

## スタッフ
- エグゼクティブ・プロデューサー：木津精一
- プロデューサー：石川真理子
- 原作：有限会社 遊遊、宮沢徹、有限会社 トゥキャン

## 評価
ゲーム誌『ファミ通』の「クロスレビュー」では合計27点（満40点）となっている。